# Willoughby, Lincolnshire
Willoughby är en ort i Storbritannien.   Den ligger i grevskapet Lincolnshire och riksdelen England, i den sydöstra delen av landet, 190 km norr om huvudstaden London. Willoughby ligger 12 meter över havet och antalet invånare är 400.
Terrängen runt Willoughby är platt, och sluttar österut. Runt Willoughby är det ganska tätbefolkat, med 75 invånare per kvadratkilometer. Närmaste större samhälle är Skegness, 12,2 km sydost om Willoughby. Trakten runt Willoughby består till största delen av jordbruksmark.